# التعليم في البرازيل
طرأت العديد من التغييرات على التعليم في البرازيل. كانت بدايته بالبعثات اليسوعية التي تحكمت بالتعليم لزمن طويل. ثم بعد بدايتها بمئتي عام، حد ماركيز بومبال من قوتها. بعد فترة قصيرة من تقييد سلطة اليسوعيين، تولت الحكومة البرازيلية مهمة التعليم وتديره الآن من خلال وزارة التعليم.
يُنظر الآن إلى القضايا المتعلقة بالتعليم من خلال بيزا أو برنامج التقييم الدولي للطلاب، والتقييم المستقل اللذان تستخدمهما الوزارة الآن. كان مستواهم عبر التاريخ أقل من المتوسط في جميع المواد لكنهم يتحسنون في الرياضيات.
تستخدم البرازيل أنظمة المدارس العامة والخاصة. تمتلك هذه المدارس المستويات التقليدية من التعليم الابتدائي والثانوية والجامعي والتقني.

## تاريخه
عندما وصل مستكشفو مملكة البرتغال إلى البرازيل في القرن السادس عشر وبدأوا يستعمرون ممتلكاتهم الجديدة في العالم الجديد، كان يسكن الإقليم السكان الأصليون والقبائل التي لم تكن تمتلك نظام كتابة أو تعليم مدرسي.
كانت الرهبنة اليسوعية (اليسوعيون) منذ بدايتها في عام 1540 نظامًا تبشيريًا. كان التبشير واحدًا من الأهداف الرئيسية لليسوعيين. وكانوا ملتزمين بالتعليم في أوروبا والخارج. كانت النشاطات التبشيرية في المدن والأرياف مصحوبة بالتزام قوي بالتعليم. كان هذا الالتزام على شكل افتتاح مدارس للبنين، بدايةً في أوروبا لكنه امتد بسرعة إلى أمريكا وآسيا. كان تأسيس البعثات والمدارس والمعاهد الدينية نتيجةً أخرى لتدخل اليسوعيين في التعليم. تنوعت الفضاءات والثقافات حيث كان يتواجد اليسوعيون إلى حد بعيد، حيث أن أساليبهم في التبشير كانت غالبًا مختلفة بشكل كبير من مكان إلى آخر. من ناحية ثانية، يتبع تدخل اليسوعيين في النقاشات التجارية والمعمارية والعلوم والأدب واللغات والفنون والموسيقى والدين إلى أهداف التنصير نفسها. بحلول منتصف القرن السادس عشر، كان لليسوعيين وجود في غرب إفريقيا، وجنوب أمريكا، وإثيوبيا، والهند، والصين واليابان. وقد تبلور هذا التوسع في أنشطتهم التبشيرية إلى حد كبير في إطار الإمبراطورية البرتغالية.
في فترة التي كانت فيها نسبة الأميين في العالم كبيرة، كانت الإمبراطورية البرتغالية مقرًا لواحدة من أول الجامعات التي تأسست في أوروبا- كجامعة قلمرية، التي تعتبر واحدة من أقدم الجامعات في العمل المستمر. سمح للطلاب البرازيليين المتخرجين من البعثات والمعاهد اليسوعية على امتداد قرون تحت ظل الحكم البرتغالي بالالتحاق بالتعليم العالي في البر الرئيسي للبرتغال، بل وشجعوا أيضًا على ذلك.
حصل اليسوعيون، وهم نظام ديني تأسس بغرض الترويج لقضية الكاثوليكية وتعاليمها، على النفوذ على التاج البرتغالي وعلى التعليم، وبدأوا بالعمل التبشيري في ممتلكات البرتغال في الخارج، بما في ذلك مستعمرة البرازيل. بحلول عام 1700، انتقل اليسوعيون بشكل حاسم من جزر الهند الشرقية إلى البرازيل، وذلك انعكاسًا لتحول كبير في الإمبراطورية البرتغالية. في أواخر القرن الثامن عشر، هاجم الوزير البرتغالي للمملكة ماركيز بومبال سلطة النبلاء المتمتعين بالامتيازات وسلطة الكنيسة، وطرد اليسوعيين من البرتغال وممتلكاتها في الخارج. استولى بومبال على المدارس اليسوعية وأدخل إصلاحات في التعليم إلى جميع أنحاء الإمبراطورية. لوحظت الإصلاحات في البرازيل.
في عام 1772، قبل تأسيس أكاديمية العلوم في لشبونة (1779)، تأسست واحدة من أوائل الجمعيات التعليمية في البرازيل والإمبراطورية البرتغالية في ريو دي جانيرو وهي: سوسييداد ساينتيفيكا (الجمعية العلمية). في عام 1797، تم تأسيس أول معهد خاص بعلوم النبات في سلفادور، باهيا. أنشئت في أواخر القرن الثامن عشر كلية العلوم التطبيقية المتعددة(البوليتكنيك)، ثم تأسست الأكاديمية الملكية للمدفعية والتحصينات والتصميم في ريو دي جانيرو، 1792، من خلال مرسوم صادر عن السلطات البرتغالية لتكون كلية تعليم عالي لتدريس العلوم والهندسة. تتشارك إرثها مع معهد الهندسة العسكرية وكلية العلوم التطبيقية في الجامعة الاتحادية في ريو دي جانيرو – أقدم كلية هندسة في البرازيل وواحدة من أقدمها على مستوى العالم.
أسست رسالة ملكية من ملك البرتغال جواو السادس في 20 نوفمبر، 1800، الصف التدريبي للتصميم والتصوير في ريو دي جانيرو. كان أول معهد في البرازيل مخصص لتعليم الفنون بشكل منهجي. كانت الفنون في الحقبة الاستعمارية دينية أو هادفة للمنفعة وتم تعليمها من خلال نظام التلمذة. أنشأ مرسوم تم إصداره في 12 أغسطس، 1816، الكلية الملكية للعلوم والفنون والحرف، التي أسست تعليمًا رسميًا للفنون الجميلة وبنت المؤسسات الحالية لكلية الفنون الجميلة.
في القرن التاسع عشر، وصلت العائلة الملكية البرتغالية برئاسة دي. جواو السادس، إلى ريو دي جانيرو، هاربةً من غزو جيش نابليون للبرتغال في عام 1807. قدم دي. جواو السادس الدعم لتوسيع الحضارة الأوروبية ووصولها إلى البرازيل. في الفترة القصيرة بين عامي 1808 و1810، أسست الحكومة البرتغالية الأكاديمية البحرية الملكية، والأكاديمية العسكرية الملكية، والمكتبة الوطنية في البرازيل، والحديقة النباتية في ريو دي جانيرو والأكاديمية الطبية الجراحية في باهيا، تعرف الآن بكلية الطب في جامعة باهيا الاتحادية والأكاديمية الطبية الجراحية في ريو دي جانيرو التي تعرف الآن باسم الكلية الطبية في جامعة ريو دي جانيرو الاتحادية.
حققت البرازيل استقلالها في عام 1822. كانت حتى القرن العشرين دولة ريفية كبيرة ذات مستوى اقتصادي واجتماعي متدني مقارنة بمتوسط المستويات في أمريكا الشمالية وأوروبا. كان اقتصادها يعتمد على القطاع الأولي، الذي يمتلك قوة عاملة غير ماهرة وتكبر بشكل متزايد، ومؤلفة من أشخاص أحرار (من ضمنهم مالكو العبيد) وعبيد أو أحفادهم المباشرين. تعد كليات الحقوق الموجودة في ريسيفي وساو باولو من بين أوائل كليات الحقوق التي تأسست في البرازيل في عام 1827. لكن على امتداد عقود لاحقة، درس معظم المحامين البرازيليين في الجامعات الأوروبية، كجامعة قلمرية القديمة في البرتغال، التي منحت شهادات لأجيال من الطلاب البرازيليين منذ القرن السادس عشر.
كان عدد السكان في عام 1872 يصل إلى 9.930.478 (84.8% أحرار و15.2% عبيد). وفقًا للإحصاء الوطني للسكان الذي أجري في هذا العام، فإنه من ضمن السكان الأحرار (8.419.672 شخص) يوجد 38% منهم من البيض، و39% من المولاتو (مزيج بين أبيض وأسود)، و11% منهم سود البشرة و5% منهم كابوكلو (مزيج من البيض والهنود). يستطيع أن يقرأ ويكتب منهم ما نسبته 23.4% من لرجال الأحرار و13.4% من النساء الأحرار. في عام 1889، بعد ستة عقود من الاستقلال، كان يمكن لما نسبته 20% فقط من إجمالي السكان القراءة والكتابة. صنف في الدولة الاستعمارية السابقة في البرتغال، ما نسبته 80% من السكان على أنهم أميين.
مع التوسع الهائل في فترة ما بعد الحرب والذي ما يزال حتى الآن، ركزت الحكومة على تقوية التعليم العالي في البرازيل، في الحين الذي أهملت فيه دعم التعليم الابتدائي والثانوي. تفاقمت مشاكل التعليم الابتدائي والثانوي بسبب الاختلافات البارزة في النوعية عبر المناطق، حيث يعاني الشمال الشرقي بشكل كبير. أصبح التعليم في أعقاب الحكم العسكري البرازيلي يعتبر وسيلة لخلق مجتمع أكثر عدالة. ظهرت «المدارس الوطنية»، المصممة لتعزيز التفكير النقدي، ودمج المهمشين وحب المعرفة(الحفظ عن ظهر قلب والطاعة).
في يومنا هذا، تناضل البرازيل لتحسين التعليم العام المقدم في المراحل المبكرة وللحفاظ على المستويات العالية التي يتوقعها السكان من الجامعات العامة. يشكل الاختيار المتعلق بالتمويل الحكومي مسألة هامة. على وجه الخصوص، يسعى صانعوا السياسة البرازيليون إلى تحقيق هدف الأمم المتحدة الإنمائي المتمثل في توفير التعليم الابتدائي وتقديم تعليم أكبر للطلاب ذوي الاحتياجات الخاصة.
تطورت البرازيل بشكل كبير منذ ثمانينيات القرن العشرين على الرغم من أوجه القصور التي تعيبها. شهدت الدولة زيادة في عدد الملتحقين من الأطفال بين 7-14 عامًا، من 80.9% في عام 1980 إلى 96.4% في عام 2000. ارتفعت هذه النسبة في الفئة العمرية بين 15-17 عامًا، وفي الفترة نفسها، من 49.7% حتى 83%. ارتفعت معدلات القراءة من 75% حتى 90%.
يعد التصويت إلزاميًا لجميع المواطنين البرازيليين منذ أول دستور في عام 1842. من ناحية ثانية، لم يكن الناس الأميين قادرين تاريخيًا على التسجيل للتصويت. غير دستور عام 1988 ذلك، ونص على أن هؤلاء الأشخاص الأميين يمتلكون خيار التصويت لكنه ليس إجباريًا بالنسبة لهم. نص دستور عام 1824 أيضًا على أن أولئك الذين يمتلكون أقل من 100 ألف ريس لا يمكنهم التصويت.
خلال القرن العشرين، واستجابة للحملات التي حدثت في بلدان أمريكا اللاتينية الأخرى، بدأت الولايات البرازيلية حملاتها لمحو الأمية. كانت الحملات بقيادة معلمين مثل باولو فريري تأمل محاربة الأعداد الكبيرة من الأميين في الأرياف. تركزت الحملات ابتداءً من عام 1963 في المناطق الريفية. حظيت أساليب باولو فريري بشعبية كبيرة بسبب الفورية التي بدا أنها تعمل بها: وحسب ادعائه، فإن الطالب يمكن أن يتعلم القراءة والكتابة في 40 ساعة. أدى الخوف المتزايد من الشيوعية والسلطة المتزايدة للجيش إلى انتهاء الحملات في عام 1964 وإلى نفي فريري وآخرين مثله. بدأت الحكومة العسكرية حملات جديدة في نهاية سبعينيات القرن العشرين لإدخال تحسينات جدلية.